# Emanuele Crestini
Emanuele Crestini (Roma, 24 giugno 1972 – Roma, 20 giugno 2019) è stato un politico italiano, sindaco del comune di Rocca di Papa dal 2016 alla sua morte nel 2019.
Il 10 marzo 2021 gli è stata conferita la Medaglia d'oro al valor civile.

## Biografia
Laureatosi in Scienze Politiche presso la Libera Università Maria Santissima Assunta a Roma nel 2013, Crestini intraprende la carriera politica nel 2011, venendo eletto consigliere comunale di Rocca di Papa. Dopo la laurea aveva lavorato come commerciante.

### Sindacatura
Nel 2016, Crestini si candida a sindaco di Rocca di Papa a capo di una coalizione di liste civiche, venendo in seguito eletto al ballottaggio (il primo nella storia del comune), sconfiggendo la candidata del Partito Democratico.
Nel 2018, a seguito dell'attracco di Nave Diciotti al porto di Catania con a bordo 177 migranti, il comune di Rocca di Papa accoglie nel centro di accoglienza Mondo migliore un gruppo di migranti. La faccenda porta a tensioni tra cittadini contrari ad accogliere i rifugiati e militanti dei centri sociali; il sindaco Crestini procede all'accoglienza dei profughi, sottolineando come la scelta di tale trasferimento fosse stata compiuta dal ministro dell'interno Matteo Salvini.

### Morte
Il 10 giugno 2019, a seguito di una fuga di gas, una terribile esplosione devasta parte del municipio di Rocca di Papa e degli edifici confinanti: l'esplosione provoca 16 feriti, tra cui Crestini, trattenutosi per far evacuare l'edificio. Trasferito all'Ospedale Sant'Eugenio di Roma con ustioni sul 35% del corpo, Crestini muore la sera del 20 giugno 2019, 4 giorni prima di compiere 47 anni. Il 16 giugno era deceduto il delegato comunale Vincenzo Eleuteri, rimasto anche lui gravemente ferito nell'esplosione.

## Riconoscimenti
Il 28 luglio 2019 gli è stato intitolato "Largo Crestini" a Borgosesia.